# De Hormoonfabriek
De Hormoonfabriek is een vijfentwintig-delig hoorspel uit 2015. Het hoorspel is geproduceerd door Palentino Media voor AVROTROS.

## Inhoud
Het verhaal is geïnspireerd op de ontstaansgeschiedenis van Organon, maar is fictie. De Hormoonfabriek gaat over het leven van de succesvolle maar keiharde zakenman Mordechai ‘Motke’ de Paauw. Het verhaal is gebaseerd op het gelijknamige boek van Saskia Goldschmidt.

## Rolverdeling
- Mark Rietman - Mordechai (Motke) de Pauw
- Monic Hendrickx - Rivka, de vrouw van Motke
- Hans Hoes - de oude Motke
- Jacob Derwig - Aron de Pauw, de tweelingbroer van Motke
- Anna Raadsveld - Het Jonge Ding
- Joop Keesmaat - Rafaël Levine[2]

## Andere medewerkers
- Scenario - Saskia Goldschmidt en Peter te Nuyl
- Regie - Peter te Nuyl
- Senior editor - Frans de Rond